# Mesallians
Mesallians (fr. mésalliance, av försämrande prefixet mes och alliance, förening), i allmänhet någons giftermål med en person av ringare samhällsställning än hans (hennes) egen; vangifte.
I gamla tider kunde det vara väldigt viktigt att man inte gifte sig utanför sitt stånd utan att man även i den nya familjebildningen behöll sin ställning på den sociala rangskalan och därmed möjligheten att behålla samma ekonomiska levnadsstandard. Kungliga personer skulle bara gifta sig med andra kungliga personer (något som förvisso även brukade ha geopolitiska skäl), adliga personer skulle bara gifta sig med andra adliga, prästdöttrar gifte sig ofta med präster och så vidare. 
Under 1900-talet har betydelsen av eventuella mesallianser minskat och på många håll närmast helt försvunnit, i takt med att personliga meriter har blivit viktigare än börd och då våra dagars sociala klasser inte är lika strikt uppdelade som gamla tiders stånd.